# Гатагажев, Артур Мухметович
Артур Мухметович Гатагажев (амир Абдуллах; 9 ноября 1975, Мары — 24 мая 2014, Сагопши, Ингушетия) — лидер Джамаата Галгайче после ликвидации Джамалейла Муталиева.

## Биография
Являлся жителем ингушского селения Сагопши. В подполье ушёл в 2009 году после того, как был объявлен в федеральный розыск за посягательство на жизнь сотрудника милиции. Через год он возглавил группу из 15 человек, но она вскоре была разгромлена, после чего он обратился к Доку Умарову и получил от него средства для вербовки новой группировки. Эта группировка была сформирована весной 2012 года и снова вернулась в Малгобекский район. Гатагажев находился в федеральном розыске по подозрению на посягательство на жизнь сотрудника полиции и незаконное приобретение оружия.

## Преступления
19 августа 2012 года устроил теракт на похоронах полицейского в Малгобеке, где после взрыва террориста-смертника погибло восемь человек и 11 было ранено. После теракта был объявлен трёхдневный траур.
27 августа 2013 года близ селения Нижние Ачалуки его люди расстреляли автомашину секретаря Совета безопасности Ингушетии Ахмета Котиева, который от полученных травм скончался; вместе с ним погиб также его двоюродный брат.

## Гибель
Убит в результате спецоперации 24 мая 2014 года в селении Сагопши, где сотрудники ФСБ блокировали частный дом, в котором скрывались боевики. Через три часа после начала перестрелки в доме начался пожар. В итоге были убиты семь членов подполья, в том числе и Гатагажев. Среди погибших оказались сотрудник полиции и его супруга, владевшие домом. По информации МВД, убитые в селе Сагопши боевики готовили в республике серию терактов, приуроченных к 4 июня — Дню Республики Ингушетия.